# Jamba (Angola)
Jamba é uma cidade e município angolana que se localiza na província de Huíla.
Tem cerca de 50 mil habitantes. É limitado a norte pelo município do Chipindo, a leste pelo município do Cuvango, a sul pelo município de Cuvelai, e a oeste pelos municípios de Matala e Chicomba.
O município é constituído pela comuna-sede, correspondente à cidade de Jamba, e pelas comunas de Cassinga e Dongo.
Neste município está o valioso Complexo mineiro de Cassinga.

## Infraestrutura
O município é atravessado pelo Caminho de Ferro de Moçâmedes, possuindo ainda o Ramal de Jamba-Chamutete, para transporte de minérios. O ramal parte da vila de Colui e vai até a vila de Chamutete.